# Escândalo Rubygate

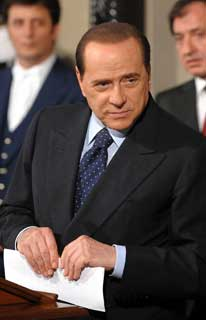
Silvio Berlusconi

O Escândalo Rubygate foi um escândalo sexual envolvendo o então primeiro-ministro italiano, Silvio Berlusconi, sobre as alegações de que ele pagou para ter relações sexuais entre fevereiro e maio de 2010, com uma dançarina de cabaré, Karima El Mahroug - também conhecida pelo nome artístico de Ruby Rubacuori, bem como com muitas outras jovens que iam a festas privadas em suas villas. Houve uma investigação e Berlusconi e alguns de seus colaboradores enfrentaram acusações criminais por abuso de poder, exploração da prostituição e exploração sexual de menores com idade inferior a dezoito anos. Enquanto os investigadores afirmaram ter indícios esmagadores de intercepção legal das conversas de celular, os advogados de Berlusconi negaram as acusações, chamando a investigação de absurda e sem fundamento.

## Escândalo
Em 27 de maio de 2010, Karima El Mahroug, uma dançarina de clube noturno nascida em 1 de novembro de 1992 no Marrocos, também conhecida pelo seu nome artístico Ruby Rubacuori foi detida pela polícia em Milão após ser acusada de roubo de três mil euros. Como ela não estava carregando todos os documentos, os policiais levaram-a para a sede da polícia local para identificar e interrogá-la. Como era menor de idade, um juiz ordenou à polícia que a levasse a um abrigo para menores infratores. Depois de algumas horas, enquanto ela estava sendo interrogada, Berlusconi, que estava no momento em Paris, chamou o chefe da polícia de Milão e pressionou pela sua libertação, alegando que a moça era a sobrinha do presidente egípcio, Hosni Mubarak, e que no fim para evitar uma crise diplomática, seria confiada a Nicole Minetti, um político local e Conselheiro Regional do Partido de Berlusconi, O Povo da Liberdade.
Na sequência de chamadas telefônicas repetidas por Berlusconi para as autoridades policiais, El Mahroug foi finalmente liberada e entregue aos cuidados de Nicole Minetti, mas Minetti, logo após sua libertação, deixou-a em liberdade novamente, e ela deixou a delegacia com uma prostituta.
De acordo com uma série de reportagens em outubro de 2010, Berlusconi tinha encontrado El Mahroug, então com 17 anos, através de Nicole Minetti. Mahroug insistiu que não havia dormido com o primeiro-ministro de 74 anos, mas ela disse a jornais italianos que participou de festas e jantares em sua mansão perto de Milão. El Mahroug disse que sentou ao lado de Berlusconi, que mais tarde levou-a para cima e deu-lhe um envelope contendo 7 000 €. Disse que ele também deu suas jóias.
Desde 21 de dezembro de 2010, Silvio Berlusconi, foi investigado pela Procuradoria de Milão por extorsão e prostituição infantil. O procurador pretendeu proceder a um julgamento imediato e notificou o primeiro-ministro a uma intimação para os dias 21, 22 ou 23 de janeiro, em que não apareceu.
Em janeiro de 2011, Berlusconi foi colocado sob investigação criminal relativa a El Mahroug por alegadamente ter relações sexuais com uma prostituta menor de idade e por abuso de exercício de funções relativas à sua libertação da prisão. Advogados de Berlusconi foram rápidos em negar as acusações como "absurdas e sem fundamento" e solicitaram a investigação de uma "grave interferência na vida privada do primeiro-ministro sem precedentes na história judiciária do país".
Em 24 de junho de 2013, o Tribunal de Milão condenou a sete anos de prisão o ex-primeiro-ministro Silvio Berlusconi por prostituição juvenil e abuso de poder. Ele foi considerado culpado por ter relações sexuais com a marroquina Karima el-Mahroug, conhecida como Ruby. (fonte: Folha de S.Paulo)
Além da prisão, o ex-chefe de governo ainda foi condenado ao banimento da política italiana até o fim de sua vida. Berlusconi recorreu de decisão, tomada em primeira instância para o Tribunal de Apelações.
O tribunal de Milão indicou que Silvio Berlusconi nunca deixou de falsificar provas e corromper testemunhas. Nos considerandos da sentença, publicados em novembro de 2013 pelos "media" italianos, o tribunal nota "a capacidade" de Berlusconi de "persistir na delinquência", nomeadamente, através "da alteração sistemática de provas" e "compra de testemunhas".
Em 18 de julho de 2014, o tribunal de recurso de Milão absolveu Berlusconi da pena de sete anos de prisão ditada em 2013 pelos delitos de abuso de poder e incitação à prostituição de menores. O tribunal considerou que a acusação de abuso de poder "não tem fundamento" e que a acusação de incitação à prostituição "não constitui delito".